# ナイアック
ナイアック（Nyack）は、アメリカ合衆国ニューヨーク州のロックランド郡にある村。人口は6,987人（2016年推計）。オレンジタウンの中にある。ニューヨーク・ステート・スルーウェイとルート9Wが走っている交通の要である。
かつてはニューヨーク市の住民の避暑地であり、ハドソン川を船で北上してきた人々によって賑わった。現在もメインストリートはその面影が残っており、美しいハドソン川を眺めながら観光をすることができる。

## 歴史
ナイアックには、かつてナイアック・インディアンが住んでいた。
1782年に町が設立された。
ハドソン川の川岸に開けた町で、昔から人の往来が活発であった。60年代まではマンハッタンの裕福層の別荘地として栄えた。
チャールズ・チャップリンがジョーン・バリーとの父親認知訴訟（1944年判決）の後、3番目の、もしくは4番目の妻ウーナ・オニールとともに、カリフォルニアを去って、当地の1780年に建てられた一軒家を借りて5週間滞在した。

## 備考
- ナイアックに隣接するサウス・ナイアック（英語版）と対岸のタリータウンを結ぶタッパン・ジー・ブリッジがハドソン川に架かる。
- 「羊たちの沈黙」の監督であるジョナサン・デミがこの町に住んでいた。
- 隣のウエスト・ナイアックにアメリカ東海岸で最大級のショッピングモールがある。